# Magyar Roncsolásmentes Vizsgálati Szövetség
A Magyar Roncsolásmentes Vizsgálati Szövetség (MAROVISZ) egy szakmai szervezet, amely a roncsolásmentes vizsgálatok területén tevékenykedik Magyarországon. A szövetség célja a roncsolásmentes vizsgálati technológiák népszerűsítése, a szakma képviselete és a szakmai tudás fejlesztése.

## Történet
A MAROVISZ 1997-ben alakult, azzal a céllal, hogy összefogja a roncsolásmentes vizsgálatokkal foglalkozó szakembereket és szervezeteket. Az évek során a szövetség jelentős szereplővé vált a hazai iparban, és számos nemzetközi kapcsolatot is kialakított.

## Tevékenységek
A MAROVISZ számos tevékenységet folytat annak érdekében, hogy támogassa a roncsolásmentes anyagvizsgálók szakmai közösségét:
- Képzések és tanfolyamok: A szövetség rendszeresen szervez képzéseket és tanfolyamokat a legújabb technológiák és módszerek ismertetésére.
- Konferenciák és szemináriumok: Évente több alkalommal szervez konferenciákat és szemináriumokat, ahol a szakemberek megoszthatják tapasztalataikat és legújabb kutatási eredményeiket.
- Szakmai kiadványok: A MAROVISZ különféle szakmai kiadványokat jelentet meg, amelyek a roncsolásmentes vizsgálatok legújabb fejleményeit és kutatási eredményeit tartalmazzák.
- Minősítés és tanúsítás: A szövetség minősítési és tanúsítási szolgáltatásokat nyújt a roncsolásmentes vizsgálatok területén tevékenykedő szakemberek és szervezetek számára.

## Kapcsolatok és együttműködések
A MAROVISZ számos nemzetközi szervezettel és intézménnyel áll kapcsolatban, és aktívan részt vesz nemzetközi projektekben és kutatási programokban. Tagja többek között az Európai Roncsolásmentes Vizsgálati Szövetségnek (EFNDT) és a Nemzetközi Roncsolásmentes Vizsgálati Szövetségnek (ICNDT).

## Tagság
A szövetség tagsága nyitott minden olyan természetes és jogi személy számára, aki érdeklődik a roncsolásmentes vizsgálatok iránt és támogatja a MAROVISZ célkitűzéseit. A tagok számos előnyt élveznek, beleértve a szakmai rendezvényeken való részvételt, a kiadványokhoz való hozzáférést és a minősítési programokban való részvétel lehetőségét.